# Tir aux Jeux olympiques d'été de 2024 - Skeet hommes

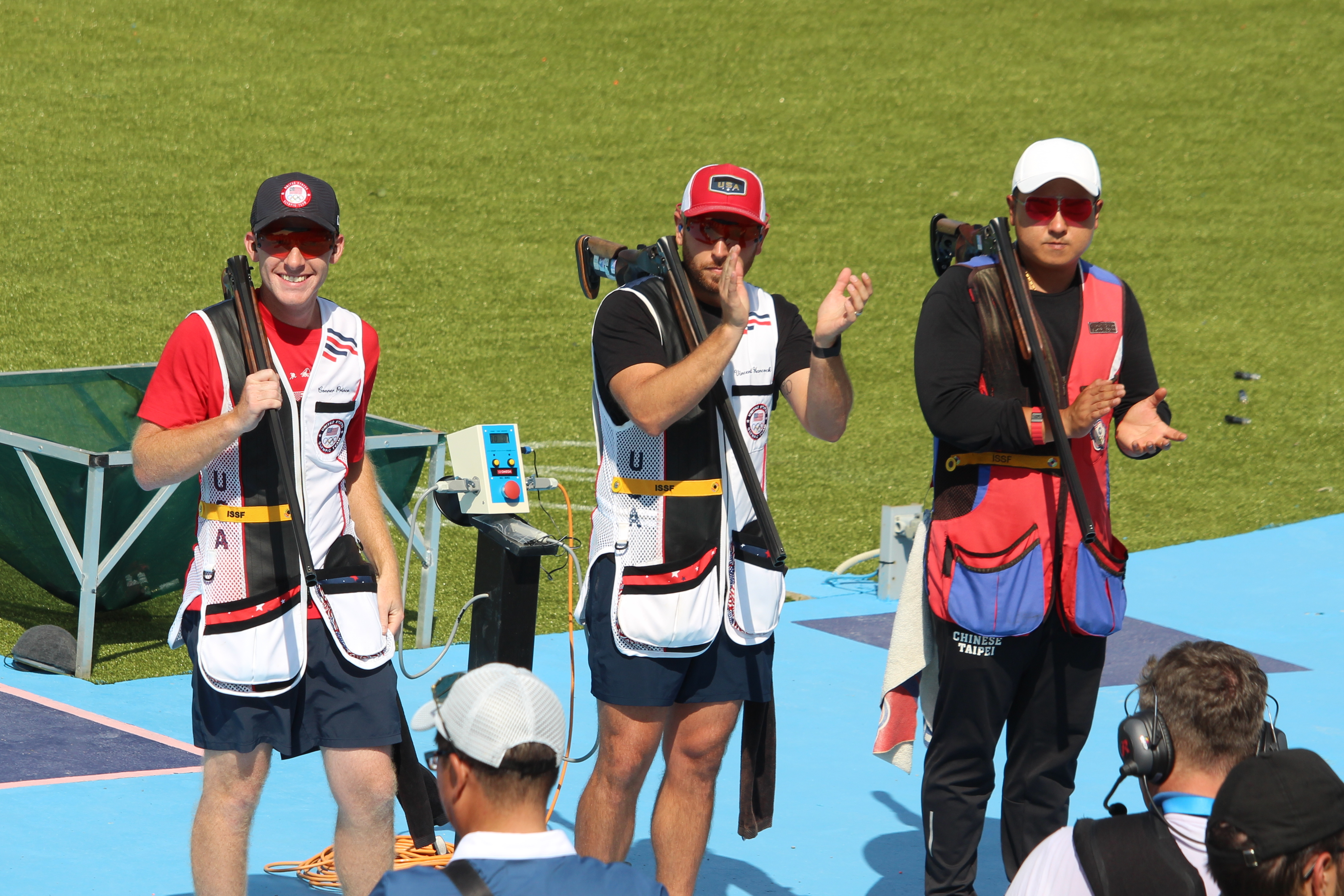
Les trois médaillés à l'issue de la finale ; de gauche à droite : Conner Prince, Vincent Hancock, Lee Meng-yuan

Navigation
Tokyo 2020 Los Angeles 2028
L'épreuve masculine de skeet des Jeux olympiques d'été de 2024 se déroule les 2 et 3 août 2024 au Centre national de tir sportif à Châteauroux, en France, à environ 260 km au sud de Paris.

## Records
Avant cette compétition, les records dans cette discipline étaient les suivants : 

## Programme
| Date            | Horaire  | Manche                     |
| --------------- | -------- | -------------------------- |
| Vendredi 2 août | 09 h 00  | Qualification (1re partie) |
| Samedi 3 août   | 09 h 00  | Qualification (2e partie)  |
| Samedi 3 août   | à suivre | Finale                     |

## Médaillés
| Or                    | Argent              | Bronze              |
| Vincent Hancock (USA) | Conner Prince (USA) | Lee Meng-yuan (TPE) |

## Résultats détaillés

### Qualification
Les 6 meilleurs tireurs se qualifient pour la finale (Q).
| Rang | Athlète                  | Pays           | Séries | Séries | Séries | Séries | Séries | Total | Shoot-off | Notes  |
| Rang | Athlète                  | Pays           | 1      | 2      | 3      | 4      | 5      | Total | Shoot-off | Notes  |
| ---- | ------------------------ | -------------- | ------ | ------ | ------ | ------ | ------ | ----- | --------- | ------ |
| 1    | Conner Prince            | États-Unis     | 24     | 25     | 25     | 25     | 25     | 124   | +12       | Q, =RO |
| 2    | Tammaro Cassandro        | Italie         | 25     | 25     | 24     | 25     | 25     | 124   | +11       | Q, =RO |
| 3    | Lee Meng-yuan            | Taipei chinois | 25     | 24     | 25     | 25     | 25     | 124   | +7        | Q, =RO |
| 4    | Vincent Hancock          | États-Unis     | 25     | 25     | 25     | 24     | 24     | 123   |           | Q      |
| 5    | Stefan Nilsson           | Suède          | 24     | 24     | 24     | 25     | 25     | 122   | +6        | Q      |
| 6    | Nicolás Pacheco          | Pérou          | 25     | 25     | 23     | 24     | 25     | 122   | +5        | Q      |
| 7    | Gabriele Rossetti        | Italie         | 22     | 25     | 25     | 25     | 25     | 122   | +3        |        |
| 8    | Sven Korte               | Allemagne      | 25     | 23     | 25     | 24     | 25     | 122   | +1        |        |
| 9    | Éric Delaunay            | France         | 25     | 24     | 25     | 23     | 25     | 122   | +1        |        |
| 10   | Azmy Mehelba             | Égypte         | 24     | 25     | 22     | 25     | 25     | 121   |           |        |
| 11   | Efthimios Mitas          | Grèce          | 25     | 24     | 24     | 24     | 24     | 121   |           | CB: 15 |
| 12   | Jakub Tomeček            | Tchéquie       | 25     | 24     | 24     | 24     | 24     | 121   |           | CB: 14 |
| 13   | Mohammad Al-Daihani      | Koweït         | 24     | 24     | 22     | 25     | 25     | 120   |           |        |
| 14   | Jesper Hansen            | Danemark       | 22     | 23     | 25     | 24     | 25     | 119   |           |        |
| 15   | Rashid Saleh Hamad       | Qatar          | 24     | 22     | 23     | 24     | 25     | 118   |           |        |
| 16   | Kim Min-su               | Corée du Sud   | 25     | 22     | 23     | 24     | 24     | 118   |           |        |
| 17   | Lyu Jianlin              | Chine          | 24     | 23     | 24     | 23     | 24     | 118   |           |        |
| 18   | Marcus Svensson          | Suède          | 24     | 25     | 22     | 23     | 24     | 118   |           |        |
| 19   | Charalambos Chalkiadakis | Grèce          | 25     | 23     | 24     | 23     | 23     | 118   |           |        |
| 20   | Eetu Kallioinen          | Finlande       | 23     | 22     | 23     | 24     | 25     | 117   |           |        |
| 21   | Sebastián Bermúdez       | Guatemala      | 23     | 25     | 21     | 25     | 23     | 117   |           |        |
| 22   | Erik Watndal             | Norvège        | 25     | 25     | 22     | 22     | 23     | 117   |           |        |
| 23   | Hákon Svavarsson         | Islande        | 23     | 23     | 23     | 22     | 25     | 116   |           |        |
| 24   | Anantjeet Singh Naruka   | Inde           | 23     | 22     | 23     | 24     | 24     | 116   |           |        |
| 25   | Joshua Bell              | Australie      | 24     | 23     | 23     | 24     | 22     | 116   |           |        |
| 26   | Eduard Yechshenko        | Kazakhstan     | 21     | 23     | 22     | 24     | 25     | 115   |           |        |
| 27   | Federico Gil             | Argentine      | 24     | 21     | 24     | 23     | 23     | 115   |           |        |
| 28   | Peeter Jürisson          | Estonie        | 24     | 20     | 22     | 23     | 24     | 113   |           |        |
| 29   | Omar Ibrahim             | Égypte         | 22     | 20     | 20     | 22     | 22     | 106   |           |        |
| 30   | Jorge Antonio Salhe      | Palestine      | 22     | 23     | 18     | 17     | 20     | 100   |           |        |

### Finale
Après la 2e série, à chaque série suivante, le moins bon tireur est éliminé, jusqu'à ce qu'ils ne soient plus que deux en compétition.
| Rang                                | Athlète                 | Séries | Séries | Séries | Séries | Séries | Score |
| Rang                                | Athlète                 | 1-2    | 3      | 4      | 5      | 6      | Score |
| ----------------------------------- | ----------------------- | ------ | ------ | ------ | ------ | ------ | ----- |
| Médaille d'or, Jeux olympiques      | Vincent Hancock (USA)   | 20     | 29     | 38     | 48     | 58     | 58    |
| Médaille d'argent, Jeux olympiques  | Conner Prince (USA)     | 19     | 29     | 39     | 48     | 57     | 57    |
| Médaille de bronze, Jeux olympiques | Lee Meng-yuan (TPE)     | 19     | 29     | 37     | 45     | -      | 45    |
| 4                                   | Tammaro Cassandro (ITA) | 19     | 29     | 36     | -      | -      | 36    |
| 5                                   | Stefan Nilsson (SWE)    | 18     | 27     | -      | -      | -      | 27    |
| 6                                   | Nicolás Pacheco (PER)   | 17     | -      | -      | -      | -      | 17    |